# Francisco Cardoso Romero
Juan Francisco Cardoso Romero (Tacabamba, 31 de diciembre de 1948) es un ingeniero agrícola, académico y político peruano. Fue vicepresidente del Gobierno Regional de Lambayeque desde enero del 2015 hasta diciembre del 2018 y congresista de la república en el periodo 1995-2000.

## Biografía
Nació en el distrito de Tacabamba, ubicado en la Provincia de Chota del Departamento de Cajamarca, el 31 de diciembre de 1948. Es hijo de Francisco Cardoso Sánchez y de María Luisa Romero Rodríguez.
Cursó sus estudios primarios entre la ciudad de Chiclayo y Pomalca y los secundarios en la Gran Unidad Escolar San José de Chiclayo. Entre 1968 y 1973 cursó estudios superiores de ingeniería agrícola en la Universidad Nacional Pedro Ruiz Gallo de Chiclayo.
Entre 1980 y 1981 cursó la maestría en administración en ESAN en la ciudad de Lima y, entre 2005 y 2006 el doctorado en gestión universitaria ante la Universidad Nacional Pedro Ruiz Gallo. Se desempeñó desde 1975 como catedrático en esta universidad.
En el 2010 fue director ejecutivo de la Universidad César Vallejo, desde el 2011 tuvo el cargo de asesor en la Universidad Señor de Sipán de la que fue vicerrector académico entre 2003 y 2006. Ese mismo cargo lo ocupó entre 2006 y 2009 en la Universidad César Vallejo de Trujillo

## Carrera política

### Congresista de la República
Su primera participación política fue en las elecciones parlamentarias de 1995 cuando postuló al Congreso de la República por la alianza fujimorista Cambio 90 - Nueva Mayoría y resultó elegido para el periodo parlamentario 1995-2000.
Durante su gestión participó en la formulación de 76 proyectos de ley.
Posteriormente, Francisco Cardoso decidió alejarse del fujimorismo tras su discrepancias con la remoción de los magistrados del Tribunal Constitucional y su apoyo al referéndum de 1998 que buscaba frenar la segunda reelección de Alberto Fujimori a la presidencia del Perú. Culminando su gestión, Cardoso decidió agruparse en Solidaridad Nacional, partido político del candidato presidencial Luis Castañeda Lossio, e intentó su reelección al Congreso en las elecciones del año 2000, sin embargo, no resultó reelegido.

### Vicepresidente de Lambayeque
Participó en las elecciones regionales del 2014 como candidato a la vicepresidencia del Gobierno Regional de Lambayeque junto a Humberto Acuña quien postulaba como gobernador por el partido político Alianza para el Progreso. La candidatura tuvo éxito y Cardoso fue juramentado para el periodo 2015-2018.
En el año 2016, Cardoso fue nombrado rector de la Universidad Autónoma del Perú por lo que se mudó a la ciudad de Lima. El cambio de su domicilio motivó la declaración de vacancia de su cargo de vicepresidente regional, siendo ratificado por el Jurado Nacional de Elecciones el 26 de septiembre del 2017 por lo que se convocó para dicho puesto al consejero regional Víctor Gustavo Hernández Jiménez.